# Chris Lipsett
Chris Lipsett (* 24. September 1974 in Ottawa, Ontario) ist ein ehemaliger kanadischer Eishockeyspieler, der hauptsächlich in nordamerikanischen Minor Leagues sowie vier Jahre lang in Europa aktiv war.

## Karriere
Mit 17 Jahren spielte Chris Lipsett in der British Columbia Hockey League für die Powell River Paper Kings. Da er sich zu einem Studium der Ingenieurwissenschaft an der Clarkson University entschloss, war er ab 1992 auch für das Universitätsteam aktiv. Mit den Golden Knights gewann der Stürmer in seiner ersten Saison die Meisterschaft der ECAC Hockey, einer Conference innerhalb der National Collegiate Athletic Association.
Nach seiner Graduierung 1996 entschloss er sich, zunächst eine professionelle Karriere im Eishockey zu verfolgen. Deshalb unterschrieb Lipsett einen Vertrag bei den Roanoke Express in der East Coast Hockey League. Nach zweieinhalb Jahren und zwei Play-off-Teilnahmen wechselte er im Januar 1999 zum Ligakonkurrenten Pee Dee Pride, mit denen er bis in die Conference Finals einzog, dort aber dem späteren Kelly-Cup-Sieger Mississippi Sea Wolves unterlag. Anschließend wechselte der Kanadier in die American Hockey League zu den Kentucky Thoroughblades. Dort war er zwei Spielzeiten aktiv und verbuchte jeweils über 50 Scorerpunkte. Zusätzlich kam er zu vier Partien in der ECHL und der International Hockey League. 2001 verließ Lipsett Nordamerika und unterzeichnete einen Vertrag bei den Sheffield Steelers aus der Ice Hockey Superleague. Am Ende der Saison wurde er mit seiner Mannschaft britischer Meister und sicherte sich zusätzlich den Titel als bester Torschütze der Liga. Anschließend wechselte der Stürmer zu den Iserlohn Roosters in die Deutsche Eishockey Liga. Mit den Sauerländern verpasste er die Play-offs knapp. Trotz guter Leistungen in Iserlohn wechselte Lipsett zur Spielzeit 2003/04 zu den Alaska Aces zurück in die ECHL, da ihm dort zusätzlich für die Sommermonate ein Job in seinem bürgerlichen Beruf angeboten wurde. 
Nach einem Jahr kam er zurück nach Deutschland und spielte für die Wölfe Freiburg in der 2. Bundesliga. Mit dem neunten Platz reichte es für sein Team nur für die Play-downs, in denen souverän der Klassenerhalt gelang. In der Saison 2005/06 absolvierte der Kanadier nur neun Spiele für die Eisbären Regensburg und ging 2006 in die Central Hockey League zu den Amarillo Gorillas. Dort kam er auf 50 Partien und 60 Punkte. Im nächsten Jahr war Lipsett mit 69 Punkten unter den Top 20 der besten Scorer der Liga, allerdings verpasste seine Mannschaft die Play-offs. In der Spielzeit 2008/09 war der Stürmer für die Rapid City Rush aktiv. Im Anschluss folgte ein Engagement bei den Quad City Mallards, ehe der Kanadier zur Saison 2010/11 als Spielertrainer bei den Dayton Gems anheuerte. In dieser Funktion unterstützt er als Assistenztrainer den US-amerikanischen Cheftrainer und General Manager Brian Gratz. Nach der Saison 2011/12, in der er als Spieler nur noch sechs Partien bestritt, beendete er seine Karriere.

## Erfolge und Auszeichnungen
- 1993 Whitelaw-Cup-Gewinn mit der Clarkson University
- 1995 Cleary-Cup-Gewinn mit der Clarkson University
- 2002 Britischer Meister mit den Sheffield Steelers
- 2002 Toptorschütze der Ice Hockey Superleague
- 2010 IHL Most Sportsmanlike Player

## Karrierestatistik
(Legende zur Spielerstatistik: Sp oder GP = absolvierte Spiele; T oder G = erzielte Tore; V oder A = erzielte Assists; Pkt oder Pts = erzielte Scorerpunkte; SM oder PIM = erhaltene Strafminuten; +/− = Plus/Minus-Bilanz; PP = erzielte Überzahltore; SH = erzielte Unterzahltore; GW = erzielte Siegtore; 1 Play-downs/Relegation; Kursiv: Statistik nicht vollständig)